# Другий астрономічний трикутник

Другий астрономічний трикутник

Другий астрономічний трикутник — паралактичний трикутник, що застосовують, для переведення координат з екваторіальної системи в екліптичну та навпаки. Утворений трьома дугами: дугою астрономічної широти світила, кругом схилення світила та дугою небесного екватора, між північним полюсом світу, та північним полюсом екліптики.

## Будова
Складається з трьох кутів, що дорівнюють, відповідно:
{\displaystyle E=90-\lambda }
{\displaystyle P=90+\alpha }
де: E — північний полюс екліптики, P — північний полюс світу, α — пряме піднесення світила, λ — астрономічна довгота світила. Третій кут R — називається паралактичним і зазвичай не використовується в розрахунках. Сторони цього трикутника: EP, ER, та PR — дуги великого кола і вимірюються відповідними кутами:
{\displaystyle EP=\epsilon =23^{.}27^{,}}
{\displaystyle PR=p=90-\delta }
{\displaystyle ER=90-\beta }
Де β — астрономічна широта світила, δ — схилення світила, p — полярна відстань світила, ε — кут екліптики до небесного екватора

## Використання
За допомогою формул сферичної тригонометрії, можна здійснити перехід з однієї системи координат в іншу:
{\displaystyle cos(a)=cos(b)cos(c)+sin(b)sin(c)cos(A)}
{\displaystyle cos(b)=cos(a)cos(c)+sin(a)sin(c)cos(B)}
{\displaystyle cos(c)=cos(b)cos(a)+sin(b)sin(a)cos(C)}
{\displaystyle sin(a)/sin(A)=sin(b)/sin(B)=sin(c)/sin(C)}
{\displaystyle sin(b)cos(A)=sin(c)cos(a)-cos(c)sin(a)cos(B)}
{\displaystyle sin(b)cos(C)=sin(a)cos(c)-cos(a)sin(c)cos(B)}
{\displaystyle sin(c)cos(B)=sin(a)cos(b)-cos(a)sin(b)cos(C)}
{\displaystyle sin(c)cos(A)=sin(b)cos(a)-cos(b)sin(a)cos(C)}
{\displaystyle sin(a)cos(C)=sin(b)cos(c)-cos(b)sin(c)cos(A)}
{\displaystyle sin(a)cos(B)=sin(c)cos(b)-cos(c)sin(b)cos(A)}